# Atropus atropos
Atropus atropos, unica specie del genere Atropus, è un pesce d'acqua salata appartenente alla famiglia Carangidae.

## Alimentazione
Si nutre di piccoli pesci e crostacei (gamberetti, copepodi e decapodi).